# 刪定律令
刪定律令 (日语：／／ Sandeiritsuryō是日本稱德天皇神護景雲三年 (769年)，由右大臣吉备真备、大和長岡等人编撰共24条的律令。桓武天皇延历十年3月6日（791年4月13日）起施行。随后，延历十六年（797年）左右，大纳言神王等人，于同年6月9日编撰了刪定令格45条。
刪定律令、刪定令格两者都是为了弥补《养老律令》的缺陷，但在嵯峨天皇弘仁3年5月26日（812年7月8日），由于频繁发生诉讼和可能导致不稳定的问题，《刪定律令》的执行被暂停。尽管该法被勒令修改，但最终没有进行任何修改，而实际上被废除。
另外虽然《刪定令格》的详细情况不明，但在记载这次中止律令法的《日本後紀》中，将其表述为“刪定令”，因此《刪定令格》可能同时被暂停执行，但何时废除尚不清楚。此后，日本再没有制定律令法，律令的缺陷通过格式进行弥补。